# Anna Klein

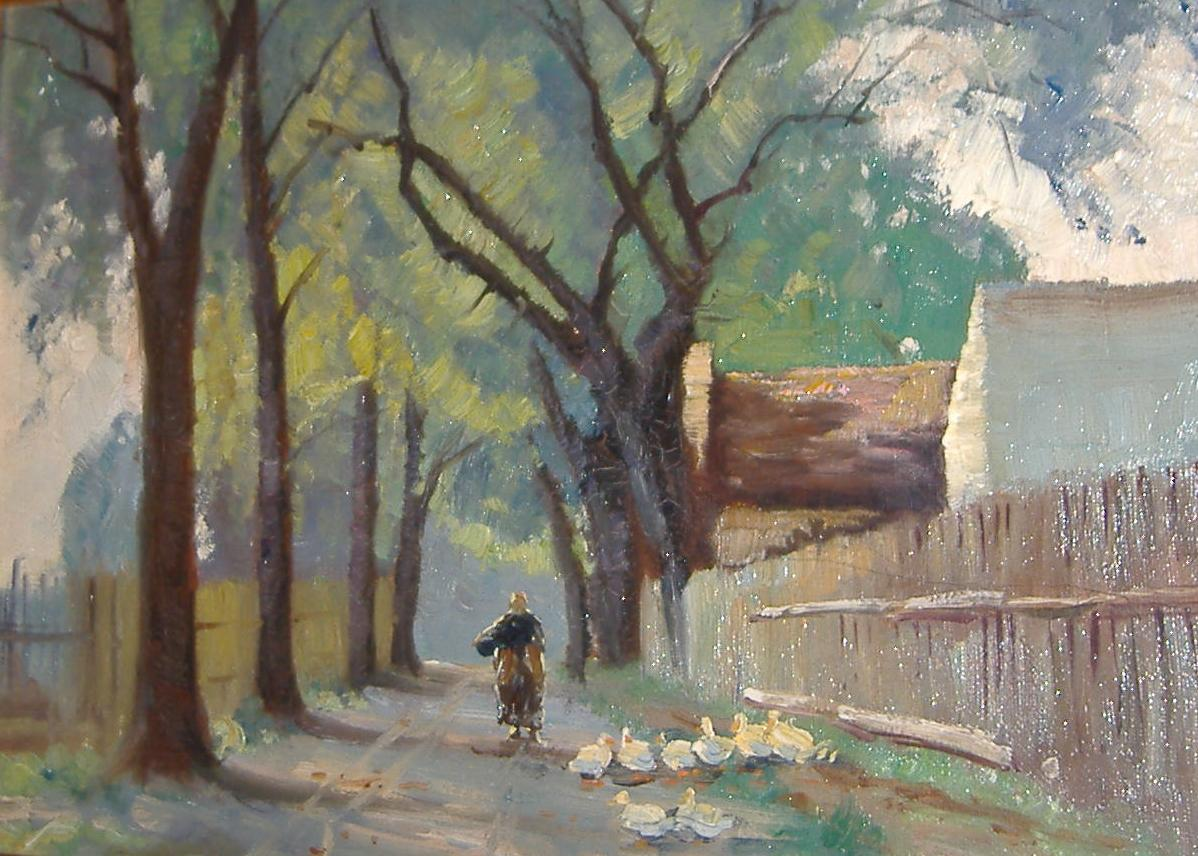
La esposa del granjero con patos en la calle del pueblo

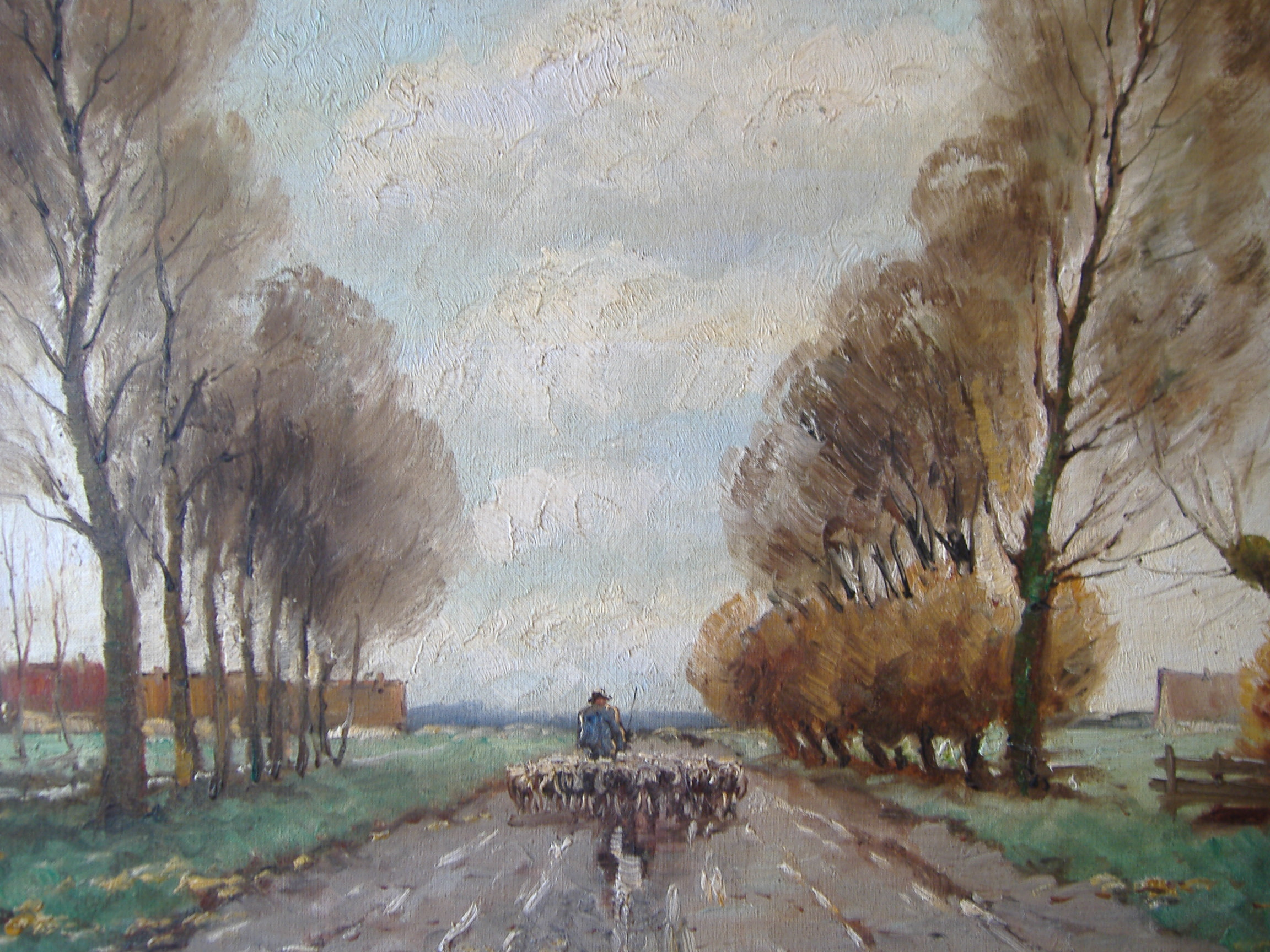
Pastor con rebaño

Ana Klein (16 de febrero de 1883 en Núremberg-25 de noviembre de 1941 en el gueto de Kovno) fue una pintora y artista gráfica alemana. Además de pinturas al óleo de paisajes, animales y de género, con motivos principalmente de la Alta Baviera y el Tirol, creó principalmente grabados y gráficos comerciales como ex libris, etiquetas y postales. Perseguida por ser judía, la artista fue asesinada por los nacionalsocialistas a finales de 1941.

## Vida y obra
Era la tercera hija de un rico comerciante de vinos y lúpulo que se había convertido a la fe protestante. Hacia 1900, Anna Klein, que ya se había convertido al catolicismo a la edad de siete años, llegó a Dachau y se convirtió en alumna de la escuela de pintura privada de Hans von Hayek. Se preocupó principalmente por las representaciones de animales y la pintura de paisajes. Luego estudió (1902/03) en la escuela privada para mujeres pintoras en Karlsruhe y completó su formación artística en la academia de mujeres de la Asociación de Artistas de Múnich, donde fue alumna de Max Feldbauer y Julius Diez. En 1906 se quedó en Holanda en una clase de pintura impartida por Hans von Hayek.
En 1908 Anna Klein participó en un curso de anatomía impartido por Franz Marc. En una foto del mismo año, se la puede ver sentada junto al pintor y su posterior esposa María Franck, bajo el dibujo de gran tamaño Pantera saltando sobre un toro. En 1910 completó su formación para convertirse en profesora de dibujo en la Real Escuela de Artes Aplicadas de Múnich. Después de completar el examen de profesora de dibujo, Anna Klein, que vivía en el distrito de Gern, trabajó como profesora de dibujo privada. Junto con su amiga Elisabeth Troll, dirigió su propia escuela de dibujo, que tuvo que ser cerrada en 1933 en los primeros días del nacionalsocialismo. Anna Klein, quien desde los 30 años. padeció reumatismo durante años y se vio obligada a trabajar en una fábrica de colchones. Como era judía, no se le permitía usar el tranvía, por lo que tenía que caminar todos los días a su lugar de trabajo en el distrito de Haidhausen en Múnich.
Anna Klein estuvo representada en 1919, 1920 y 1922 con óleos y gráficos en el Palacio de Cristal y en 1914 en la Exposición Mundial del Comercio del Libro y Artes Gráficas de Leipzig. En 1927 tuvo una exposición individual en el Axel Juncker Verlag de Berlín.
La artista fue deportada el 20 de noviembre de 1941, de Múnich al gueto de Kovno (Theresienstadt se menciona erróneamente en otra parte), donde fue fusilada cinco días después.
Parte de su obra se encuentra en la Picture Gallery de Dachau, que dedicó a la artista una exposición (4. julio – 28 de septiembre de 2008).

La mayoría de sus pinturas al óleo y grabados sobrevivientes se encuentran en una colección privada que ha ido creciendo de manera constante desde 2012 y está administrada por la "Galerie Der Panther"  con sede en Freising. Algunas de las obras de arte perdidas que se redescubrieron entre 2012 y 2022 se enumeran a continuación.

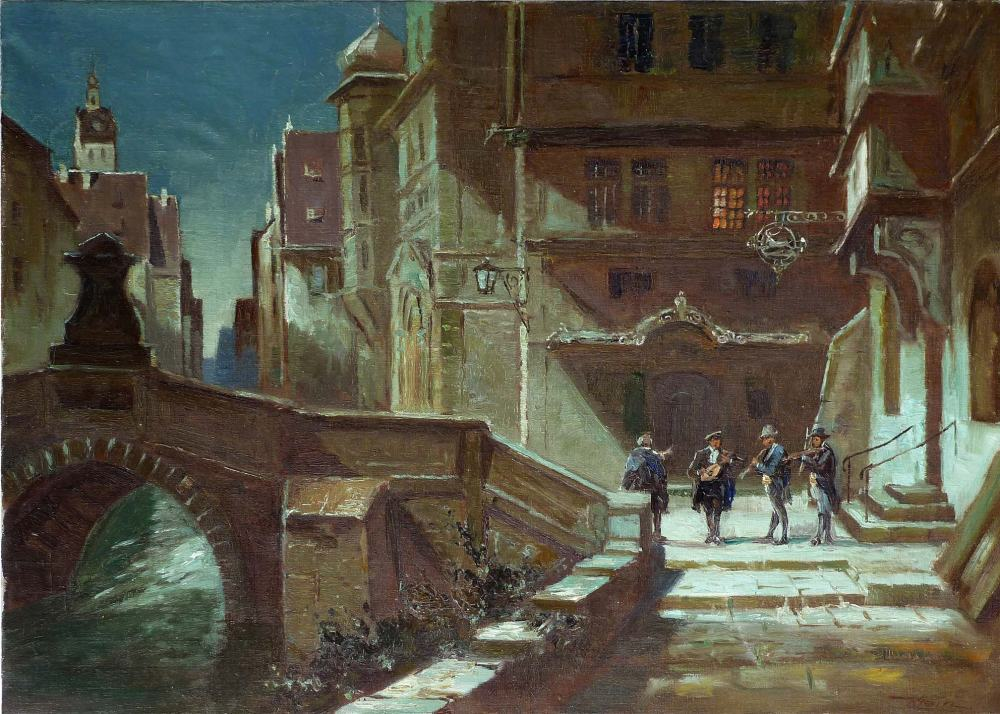
Músicos en el casco antiguo de Bamberg
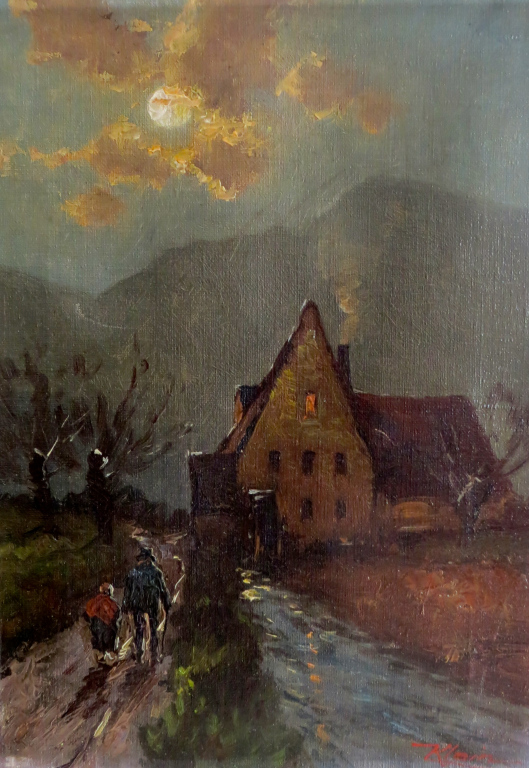
Camino a casa
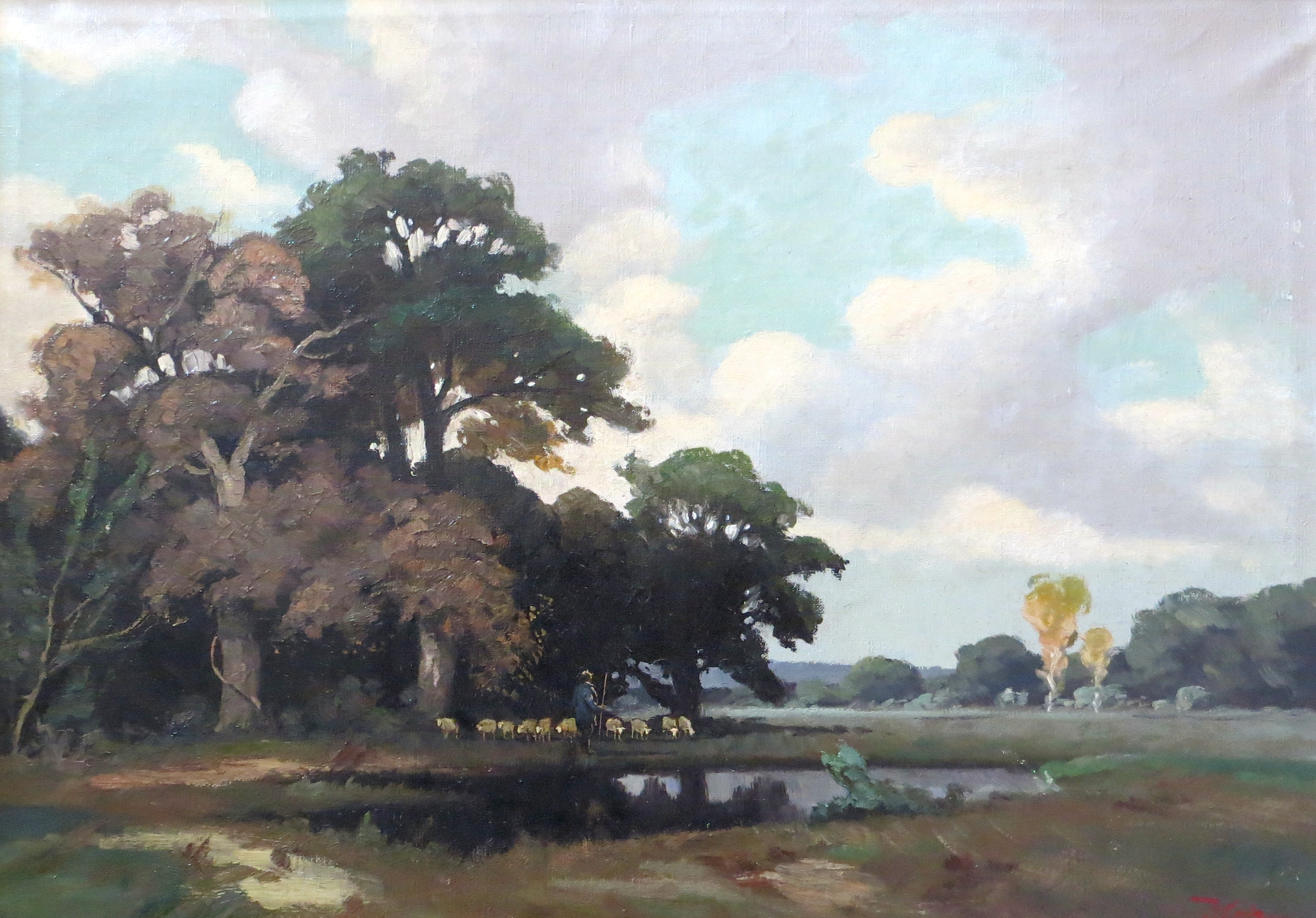
Dachauer Moos – rebaño de ovejas con pastor
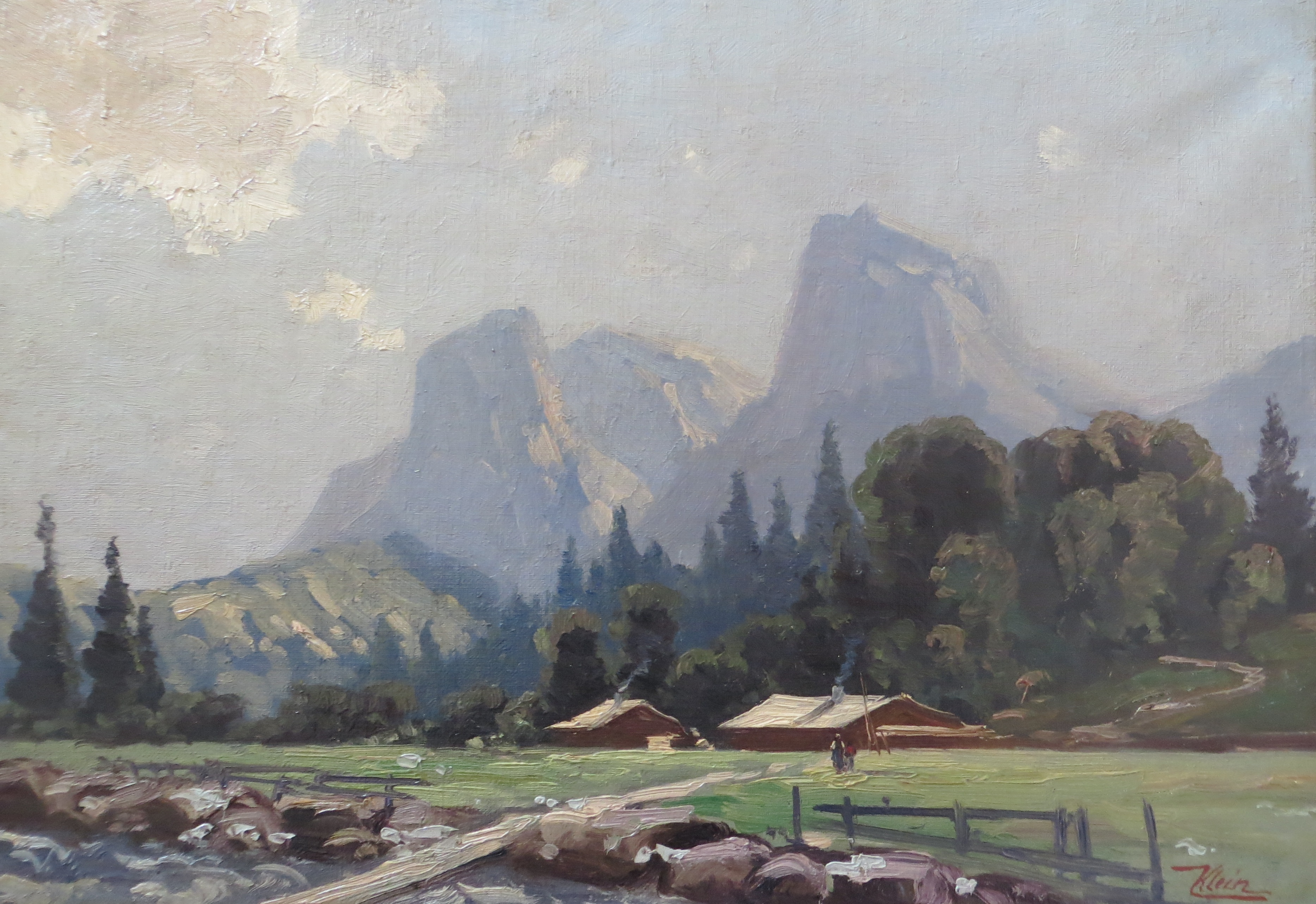
De camino a casa II
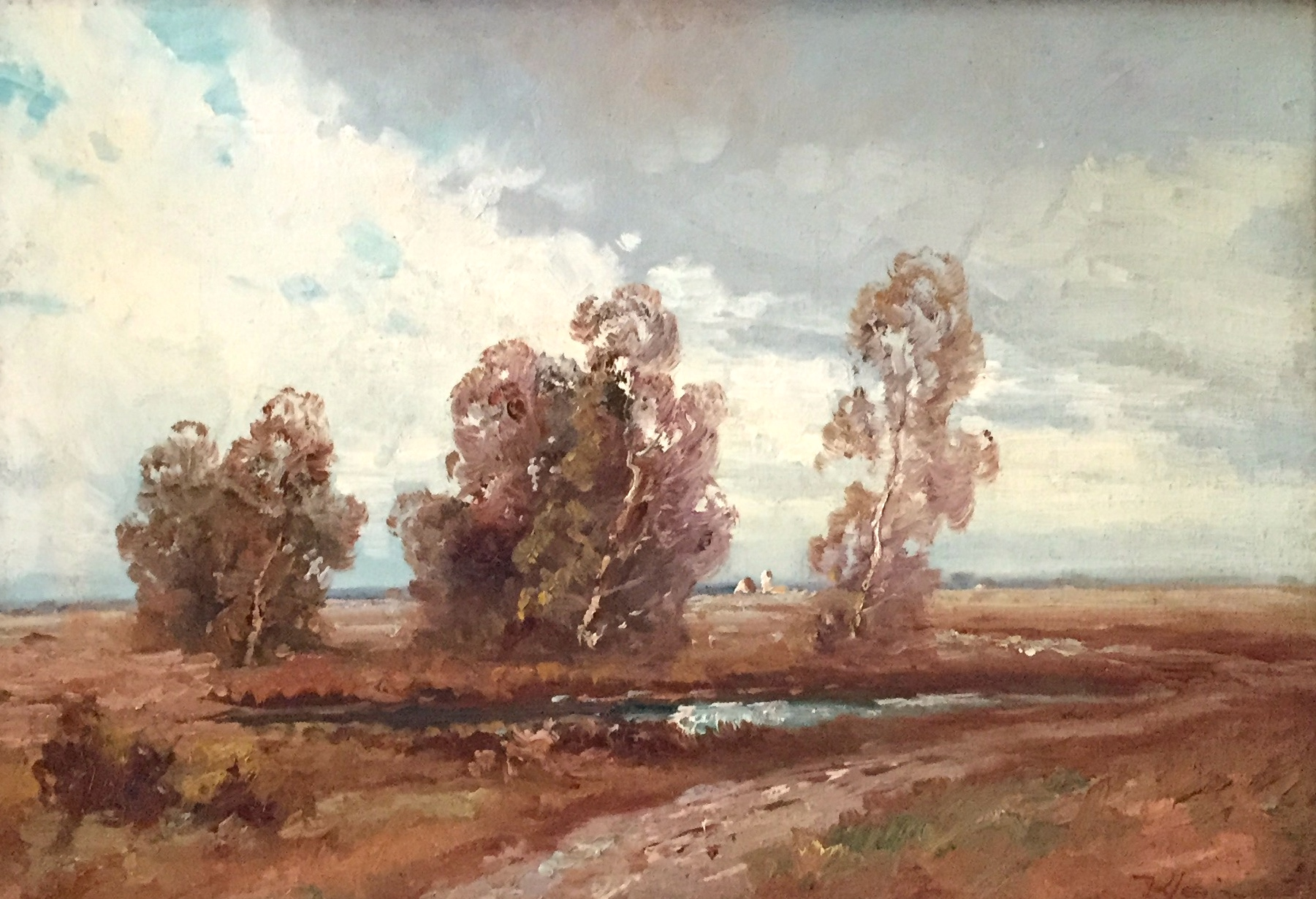
musgo de dachau
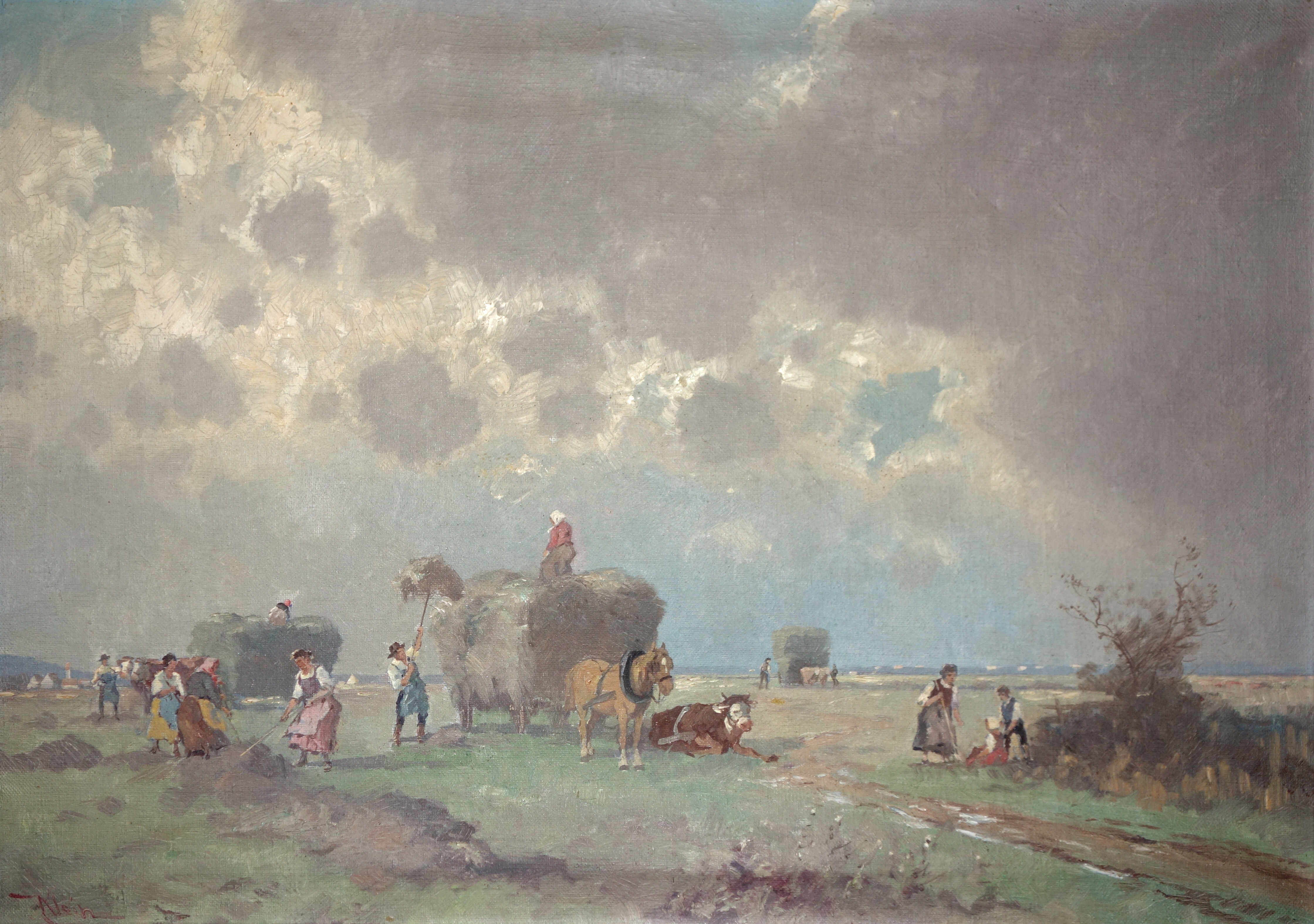
Trabajo de campo en Dachau

## Estilo e influencias
Anna Klein fue influenciada principalmente por Max Feldbauer y Hans von Hayek en sus métodos de trabajo y la elección de los temas. Tratando principalmente de la vida campesina, sus pinturas de paisajes, animales y géneros delatan un minucioso estudio ante la naturaleza, como ambos le enseñaron. Describió personas y animales, procesos de trabajo y costumbres religiosas, observadas principalmente en la Alta Baviera y el Tirol y pintó algunos motivos varias veces. Al mismo tiempo, cultivó un estilo de ilustración decorativo y estilizado en sus xilografías y litografías, como era característico de artistas muniqueses como Julius Diez o los hermanos Schiestl (Matthäus Schiestl y Rudolf Schiestl).

## Obras (selección)
Dado que no hay evidencia registrada de las obras de Anna Klein, la galería "Der Panther"  se ha propuesto la tarea de elaborar un catálogo razonado de las obras de Anna Klein. Abierto, por lo tanto, para sucesivamente desarrollar un índice históricamente válido que resista a la investigación artística en cuanto a la autenticidad de la obra de Anna Klein, junto a pinturas que antes se consideraban perdidas y han sido redescubiertas en los últimos años u otras obras de propiedad privada.
Las obras que se enumeran a continuación aún no están incluidas en el catálogo razonado porque faltan detalles sobre estas pinturas.
- Paisaje otoñal con pasto de vacas frente al Watzmann, óleo/tela 50 × 35 cm
- Ovejas descansando frente al acantilado, óleo/tela 34 × 25 cm
- Paisaje en Tirol Óleo/tela, 13,8 × 19.7 cm
- Gallinas y pavos reales, óleo/tela 20,1 × 24.4 cm
- Estanque de patos, óleo/tela 60 × 96 cm
- Calle en el Dachauer Moos, óleo/tela 50 × 35 cm
- Pastor con rebaño